# オデッサ・オペラ・バレエ劇場
オデッサ・オペラ・バレエ劇場(英語: Odessa National Academic Opera and Ballet Theater,ウクライナ語: Одеський національний академічний театр опери та балету) は、ウクライナで最も古い歌劇場である。建設当時、オデッサはもちろんウクライナで最高級の劇場であった。この劇場とポチョムキンの階段とともに、オデッサで最も有名な建物である

## 概要
最初のオペラハウスは1810年に建設されたが、1873年に火事で焼失した。現在の建物は、1887年に建築家フェルディナント・フェルナーとヘルマン・ヘルマー（「フェルナー＆ヘルマービューロー」）の指導の下、ウィーンの バロック様式で建てられた。劇場は、フランスのロココ後期様式による建築である。現在の建物は、フェルディナント・フェルナーとヘルマン・ヘルマーによってネオバロック（ウィーンバロック）様式で建設された。豪華なオーディエンスホールの建築は、後期フランスのロココ様式を踏襲しています。馬蹄形に設計されたホールの独特の音響により、演奏者はステージからホールの任意の場所にささやくような低い声のトーンを届けることができる。劇場の最新の改修は2007年に完了した。

## 写真

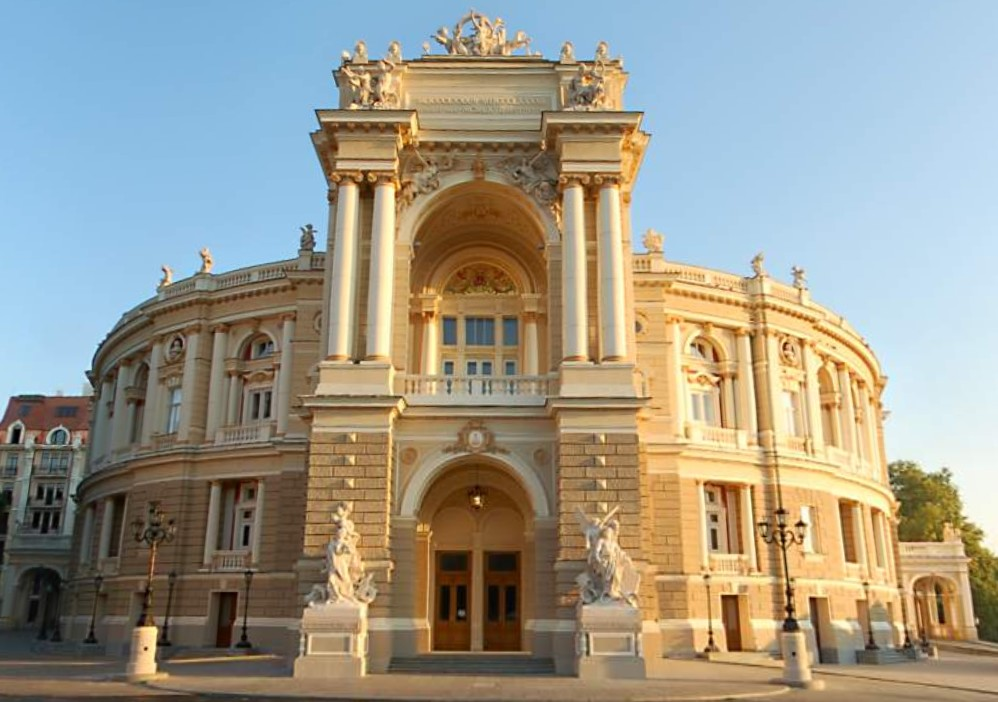
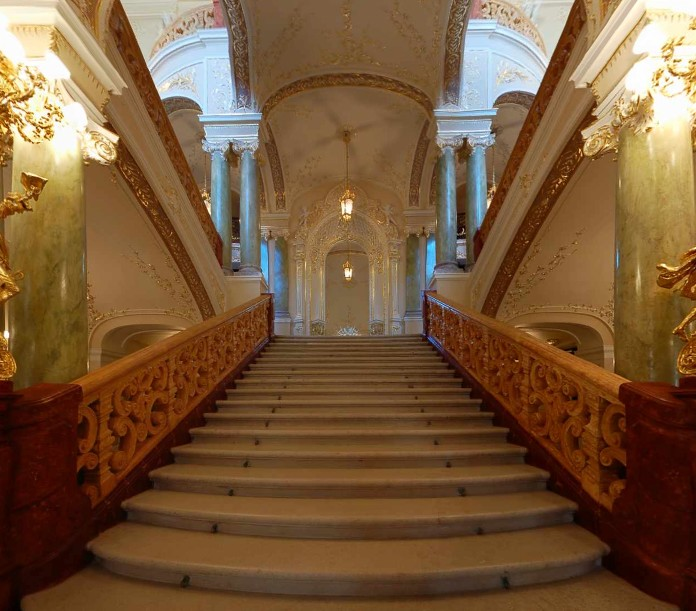
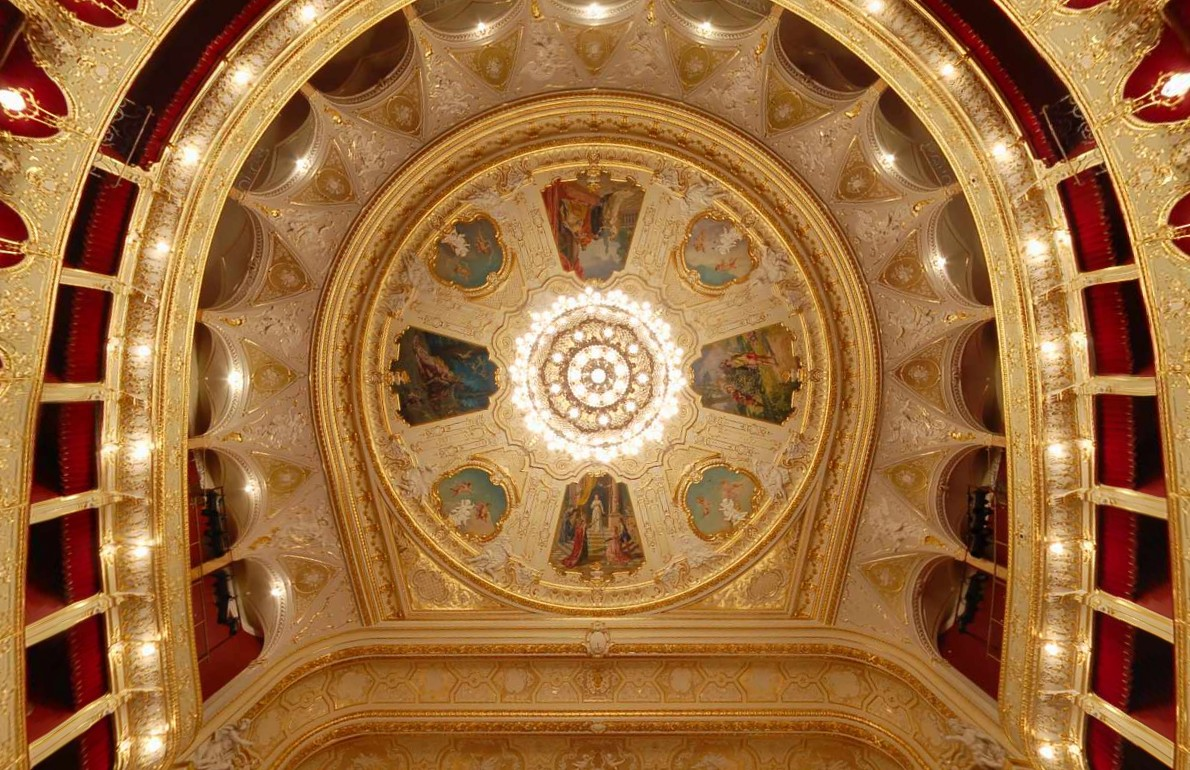
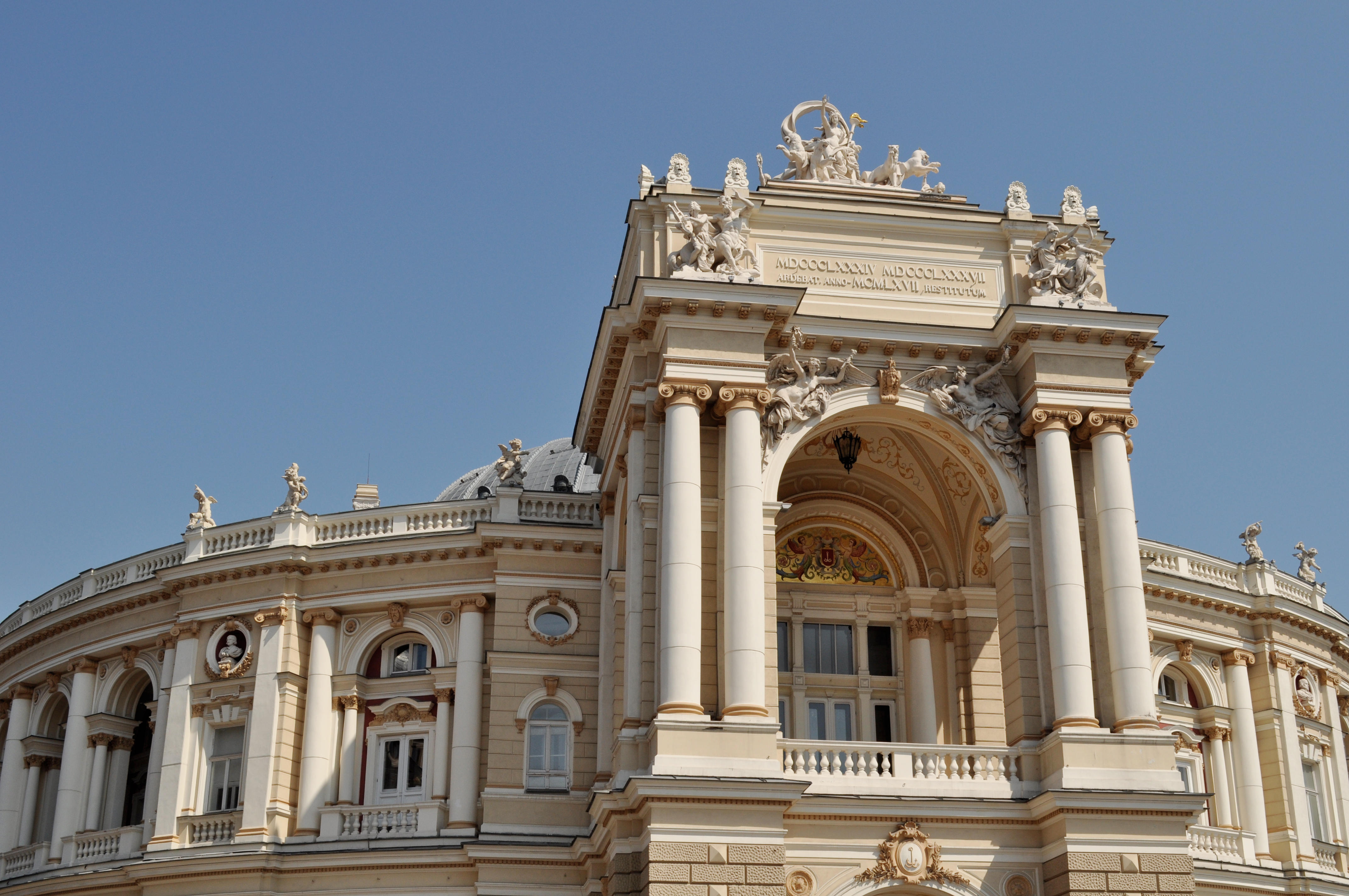